# Tordyveln flyger i skymningen
Tordyveln flyger i skymningen är en sommarlovsföljetong i radio från 1976 av Maria Gripe och Kay Pollak. Pjäsen har vid flera tillfällen gått i repris i radio. 1978 gavs den ut som en ungdomsroman skriven av Maria Gripe. 
År 1979 blev den inspelad på norska som radioteater av Norsk Rikskringkasting, där den gick på Lørdagsbarnetimen som Tordivelen flyr i skumringen. Den blev snabbt en av norsk radioteaters största succéer någonsin, och fanns från 2002 även på CD.

## Handling
När ungdomarna Jonas, Annika och David vattnar blommor på Selanderska gården hittar de gamla brev. Breven är skickade till Emilie som levde på 1700-talet. Av dem framgår att det finns en tretusenårig egyptisk staty i Ringaryd, där ungdomarna bor. Viskningar som oförklarligt hörs på Jonas kassettband leder dem närmare statyn.
Radiopjäsen utspelar sig i den fiktiva orten Ringaryd i Småland, beskriven som belägen längs Södra stambanan och med 1 026 invånare.

## Medverkande i radioteatern
- David – Staffan Hallerstam
- Annicka – Åsa Bjerkerot
- Jonas – Johan Stenberg
- Berättare – Bengt Blomgren
- Fru Göransson – Sif Ruud
- Mamma – Inga Landgré
- Svante – Sven Lindberg
- Julia J:son Andelius – Irma Christenson
- Lagergren – Peder Falk
- Cesar Hald – Hans Strååt
- Herbert Olsson – Olof Thunberg
- Lindroth – Hans Alfredson
- Hjärpe – Carl Billquist
- Linkan – Kay Pollak
- Telefonröst – Eva Ancker
- Anton Löv – Åke Lagergren
- Hallåkvinnan – Lena-Pia Bernhardsson
- Högtalarröst – Kent-Arne Dahlgren
- Davidsson – Sture Hovstadius

- sångare – Margaretha Ljunggren
- musiker – Gunnar Nilsson
- musiker – Christer Karlberg
- musiker – Lennart Gruvstedt
- musiker – Staffan Irhammar
- musiker – Jan Sigurd
- kompositör – Arne Olsson

## Avsnitt
1. En tågförsening och dess följder
2. Selanderska Gården
3. Vindsrummet
4. Vilar det en förbannelse över Selanderska gården?
5. Gåtor att lösa
6. Pressens rullar
7. Bekännelsen
8. Ett tyngre föremål
9. Lyssna, lyssna blåa blomma
10. Den itusågade trädockan
11. Den heliga scarabéen
12. Gemini geminos quaerun[2]

## I andra medier
År 1978 gavs den ut som en roman av Maria Gripe. Radiopjäsen har filmatiseras som TV-serie och hade premiär i SVT 2025.

## Anteckningar
1. ↑  Serien sändes 1981 omklippt till 24 avsnitt på 15 minuter vardera